# Denisse Ibarra
Miriam Dennis Ibarra Rangel más conocida como Dennis Ibarra (Aguascalientes, Aguascalientes, 2 de julio de 1981 es una política y profesora mexicana. Miembro del Partido Revolucionario Institucional. Ha ocupado diversos puestos dentro de la administración pública y de representación popular. Actualmente diputada federal en la LXIII Legislatura de la Cámara de Diputados del Congreso de la Unión en su cámara baja.
Estudió icenciatura en Ciencias Políticas y Administración Pública por la Universidad Autónoma de Aguascalientes egresada en 2005. Tiene una maestría en Educación Superior por la Universidad Panamericana egresada en 2008 y obtuvo un diplomado en Educación en Derechos Humanos por la Universidad Iberoamericana.

## Ámbito público
En 2007 fue Directora de Educación en la Comisión Estatal de Derechos Humanos (Aguascalientes) y en 2013 Directora de Becas y Financiamiento Educativo del Instituto de Educación en el Gobierno Estatal de Aguascalientes.

## Ámbito Legislativo
Diputada local en la LXI Legislatura del Congreso de Aguascalientes (2010-2013), en donde fue presidenta de la Comisión de Derechos Humanos y presidenta de la mesa directiva durante este periodo. 
En agosto de 2015 tomo protesta como diputada federal en la LXIII Legislatura en la Cámara de Diputados del Congreso de la Unión en su cámara baja, por la vía de la representación proporcional, por la segunda circunscripción. Secretaria de la Comisión de Educación y Servicios Educativos e Integrante de las comisiones de Cultura y Cinematografía y Deporte.
Tiene una militancia activa dentro de su partido (Partido Revolucionario Institucional) en donde ha ocupado diversos cargos. Desde 2004 hasta la actualidad (2016) es Consejera política estatal y municipal del PRI, así como integrante del Consejo Político Nacional del PRI a partir del 2015 hasta la actualidad (2016).  Fue Capacitadora Nacional del Instituto de Capacitación y Desarrollo Político del PRI DE 2007 A 2009; posteriormente fungió como Secretaria de Gestión Social del CDE del PRI en Aguascalientes de 2011 a 2012.
En 2013 tomó protesta como Secretaria general de Movimiento Territorial en Aguascalientes. En 2015 fue precandidata a diputada federal por el principio de mayoría relativa. En 2014 fue candidata a Ombudsman de Aguascalientes.

## Ámbito académico
Fue profesora en el Colegio Nacional de Educación Profesional Técnica (CONALEP) desde 2004 al 2010, también trabajó en las carreras de Ciencias Políticas y Administración Pública y Comunicación e Información en la Universidad Autónoma de Aguascalientes de 2005 al 2010, y en dio claess de Evolución de la AP en México; Administración Pública Comparada; Encuestas de Opinión; Derechos Humanos y Manejo del PA, de 2006 al 2009.